# Грязь (Московская область)
Грязь (Верхняя Грязь, Верхогрязье, Чёрная Грязь) ― деревня, входящая в состав Одинцовского городского округа Московской области.

## Местоположение
Название, скорее всего, от слова грязь. На карте 1852 года название Чёрная Грязь.
Находится в составе Ершовского сельского поселения, в 5 км восточнее Звенигорода. Известна с 1592 года: писцовая книга упоминает «пустошь, что была деревня Грязновская на Грязновском враге». Более достоверное упоминание под 1784 годом.

## История деревни
Деревня Верхогрязье Звенигородского уезда 1-го стана Аксиньиной волости с 36 ревизскими душами в 1786 году находилась в собственности у секунд-майора А. И. Дурново. В «Экономических примечаниях» конца XVIII века значится, что деревня принадлежит вдове Марии Фёдоровне Дурново, имеет 4 двора с 20 людьми мужского пола и 22 женского. Крестьяне исполняли барщину.
В деревне имелся пруд и барский одноэтажный дом со службами.
Согласно сведениям 1852 года, владельцем Верхней Грязи был отставной поручик Николай Александрович Толстой. В деревне имелось 6 дворов, где проживало 14 крестьян мужского и 16 женского пола.
В конце 1890-х годов деревней владел некто В. А. Даксенгоф.
В 1911 году владелец усадьбы ― С. М. Матвеев.
По переписи 1890 года в деревне Чёрная Грязь проживали 135 человек.
В 1899 году в деревне проживали 117 человек, имелось 52 двора.
В 1926 году здесь постоянно проживали 255 человек, имелось 53 двора и мелиоративное товарищество «Начинание».
В 1941 году деревня была захвачена фашистами. Здесь прошла линия фронта, в декабре 1941 года началось контрнаступление советских войск по линии Грязь ― Ларюшино ― Липки.
Из деревни Грязь в 1941 году ушёл на фронт писатель А. Т. Твардовский, о чём вспоминает в книге «Родина и чужбина».
В 2006 году в деревне Грязь 123 постоянных жителя.
С 2011 года деревня стала известна в связи с местожительством там Максима Галкина и Аллы Пугачёвой.
На территории бывшей усадьбы сохранился пруд, разреженный парк из смешанных пород деревьев, рябинника и других кустарников.

## Археологические раскопки

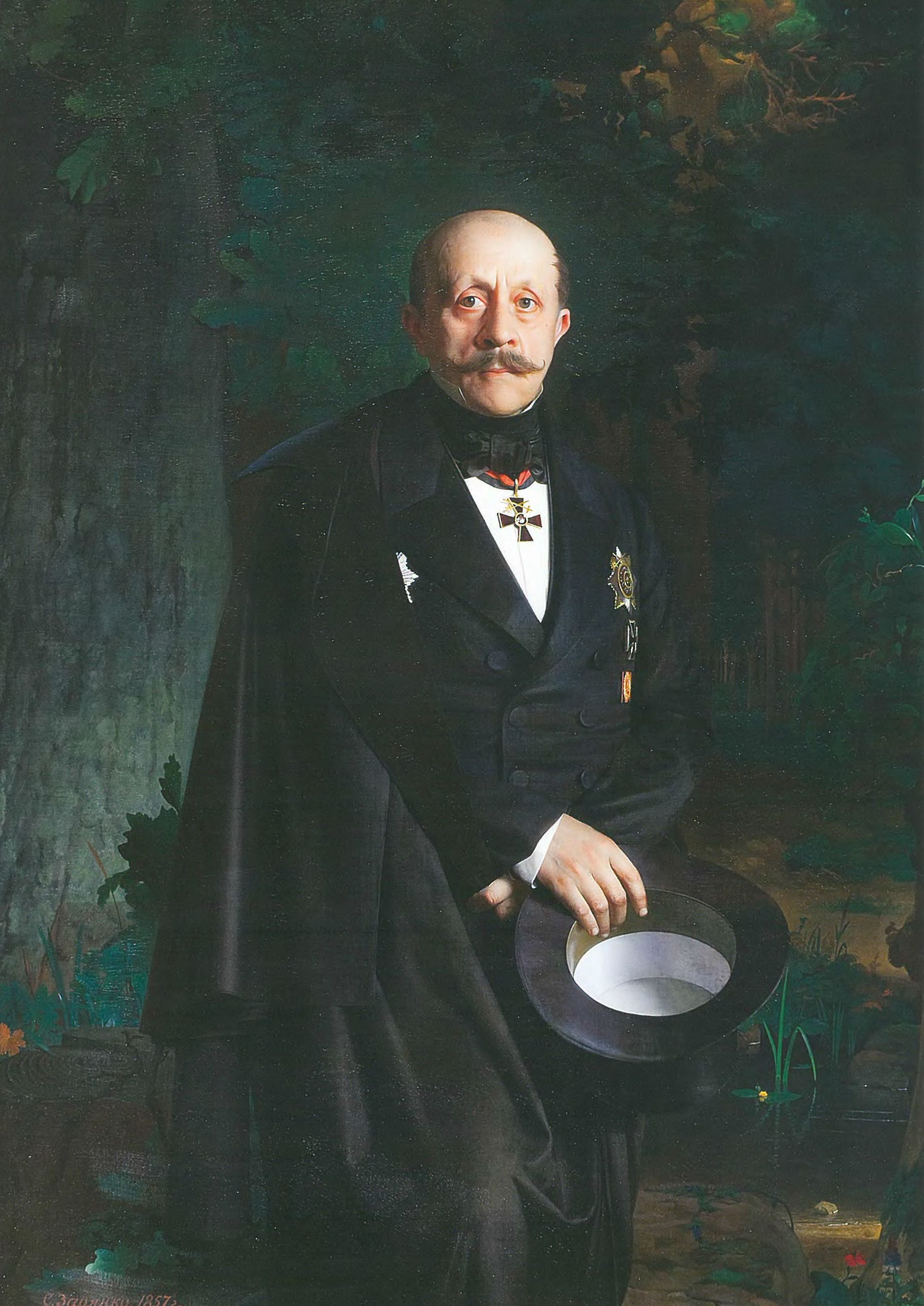
Александр Дмитриевич Чертков

В 1830-х годах в Грязи производились археологические раскопки: благо, в окрестностях имелось 16 курганных насыпей ― древнерусских захоронений. О найденных металлических предметах историком И. Е. Забелиным было сделано сообщение в «Журнале Министерства внутренних дел».
Председатель Общества истории и древностей Российских при Московском университете А. Д. Чертков в 1838 и 1845 годах предпринял попытку археологических раскопок в Грязи. В опубликованных им отчётах имеются рисунки найденных предметов. Эти статьи в «Записках Археолого-нумизматического общества» ― по сути первые российские научные археологические публикации. Были найдены нательные крестики, женские украшения: шейная гривна, серебряная пластинка с дужкой, перстни, бусы, браслеты.
Профессор Н. Г. Устрялов не согласился с атрибутикой Черткова, о чём не преминул сообщить в заметке «Некоторые замечания о курганах». Устрялов, в отличие от Черткова, относившего находки к племенам мери и другим подобным, считал, что они принадлежат «славянам эпохи до Владимира Святого».
Найденные в захоронениях черепа Чертков отправил на исследование в Петербург тогдашнему известному антропологу Карлу Бэру, а металлические вещи ― учёному химику Московского университета Родиону Гейману.